# Mahauiella nayrae
Mahauiella nayrae là một loài ruồi trong họ Tachinidae.